# Haloclava
Haloclava is een geslacht van zeeanemonen uit de klasse van de Anthozoa (bloemdieren).

## Soorten
- Haloclava brevicornis (Stimpson, 1856)
- Haloclava capensis (Verrill, 1865)
- Haloclava chinensis Carlgren, 1931
- Haloclava producta (Stimpson, 1856)
- Haloclava stimpsoni (Verrill, 1868)
- Haloclava stimpsonii (Verrill, 1868)